# Tartuffe – hycklaren
Tartuffe – hycklaren är en svensk film från 1997 baserad på Molières pjäs Le Tartuffe eller den skenhelige. Filmen handlar om Tartuffe, en bedragare och förförare, som lurar och terroriserar en familj. Den visades första gången på SVT2 den 5 januari 1997. Pjäsen som filmen baseras på uppfördes första gången för hovet i Versailles den 12 maj 1664. Den uppfördes första gången i Sverige 1775.

## Rollista
| Robert Gustafsson  | – Tartuffe     |
| Peter Haber        | – Orgon        |
| Ing-Marie Carlsson | – Elmire       |
| Meta Velander      | – fru Pernelle |
| Carina Lidbom      | – Dorine       |
| Ingvar Hirdwall    | – kungen       |
| Gunilla Johansson  | – Marianne     |
| Johan Wahlström    | – Laurent      |
| Sonja Hejdeman     | – Clemente     |
| Jonas Karlsson     | – Damis        |
| Johan Rabaeus      | – herr Loyal   |